# Alexander Blei
Alexander Blei (geb. vor 1966) ist ein deutscher Hochschuldozent und Autor.
Am 18. März 1966 wurde er an der Wirtschaftswissenschaftlichen Fakultät der Martin-Luther-Universität Halle-Wittenberg zum Dr. rer. oec. promoviert. Das Thema seiner Dissertation lautete: Untersuchungen über die Probleme der Maschinenstundenkostenrechnung, der Ermittlung des ökonomischen Nutzens von Maßnahmen des wissenschaftlich-technisch-organisatorischen Fortschritts sowie seine Einbeziehung in die Planung und Abrechnung mit Hilfe der Maschinenstundenkostenrechnung in den Webereibetrieben der VVB Deko.
Er war 1972 Leiter des Lehrbereichs Rechnungsführung und Statistik an der Ingenieurschule Zwickau. 1987 war er an dieser Ingenieurschule an der Sektion Sozialistische Betriebswirtschaft tätig. Im Jahre 1992 wirkte er noch an der Ingenieurschule Zwickau als Lehrbereichsleiter.

## Werke (Auswahl)
- (mit Andrea Höhlig) Die komplexe Finanzierungsanalyse in Betrieben und Kombinaten der sozialistischen Industrie Zwickau 1987 (Manuskriptdruck)
- Leitfaden zur Finanzierung der volkseigenen Industrie, Berlin, Verlag Die Wirtschaft, 1978
- Finanzierung der volkseigenen Industrie, Berlin, Verlag Die Wirtschaft, 1974
- Die Leistungsrechnung in der Industrie, Berlin, Verlag Die Wirtschaft, 1969
- Untersuchungen über die Probleme der Maschinenstundenkostenrechnung, der Ermittlung des ökonomischen Nutzens von Maßnahmen des wissenschaftlich-technisch-organisatorischen Fortschritts sowie seine Einbeziehung in die Planung und Abrechnung mit Hilfe der Maschinenstundenkostenrechnung in den Webereibetrieben der VVB Deko, Halle, 1966

Daneben publizierte er in Fachzeitschriften wie zum Beispiel in der Reihe Sozialistische Finanzwirtschaft, Deutsche Textiltechnik und Wissenschaftliche Zeitschrift der Wilhelm-Pieck-Universität Rostock.